# Lothar Baier
Lothar Baier (Karlsruhe, 16 de mayo de 1942-Montreal, 11 de julio de 2004) fue un escritor, traductor y periodista independiente alemán cofundador de la revista literaria Text und Kritik.
Baier trabajó durante años en varios medios de comunicación como Merkur, Kursbuch  o Wochenzeitung (WOZ) o Deutschlandfunk y tradujo al alemán las obras de Paul Nizan, André Breton, Georges Simenon o Jean-Paul Sartre.
En 1989 le fue conferido el Premio Johann Heinrich Merck.
Baier se suicidó en Montreal en 2004.

## Premios
- Premio Jean Améry en 1982
- Premio Gerrit Engelke-Preis en 2003

## Obra
- Über Ror Wolf. Frankfurt am Main: Suhrkamp 1972
- Französischen Zustände. Berichte und Essays. Francfort-sur-le-Main: Europäische Verlagsanstalt 1982.
- Jahresfrist. Frankfurt am Main: Fischer-Verlag 1985.
- Firma Frankreich. Eine Betriebsbesichtigung. Berlín: Wagenbach 1988.
- Gleichheitszeichen. Streitschriften über Abweichung und Identität. Berlín: Wagenbach 1985.
- Un allemand né de la dernière guerre. essai. París: Calmann-Lévy 1989.
- Volk ohne Zeit. Essay über das eilige Vaterland. Berlín: Wagenbach 1990.
- Zeichen und Wunder. Kritiken und Essays. Berlín: Ed. Tiamat 1990.
- Die große Ketzerei. Verfolgung und Ausrottung der Katharer durch Kirche und Wissenschaft. Berlín: Wagenbach 1991.
- Christoph Hein. Texte, Daten, Bilder. Frankfurt am Main: Luchterhand 1990.
- Die verleugnete Utopie. Zeitkritische Texte. Berlín: Aufbau 1993.
- Ostwestpassagen. Kulturwandel - Sprachzeiten. Múnich: Antje Kunstmann 1995.
- Keine Zeit. 18 Versuche über die Beschleunigung. Múnich: Antje Kunstmann 2000
- Anders schreibendes Amerika. Eine Anthologie der Literatur aus Quebec 1945 - 2000. Lothar Baier et Pierre Filion. Heidelberg: Verlag Wunderhorn 2000
- Was wird Literatur? Múnich: Antje Kunstmann 2001